# Tricimba annulipes
Tricimba annulipes är en tvåvingeart som beskrevs av Oswald Duda 1934. Tricimba annulipes ingår i släktet Tricimba och familjen fritflugor. Inga underarter finns listade i Catalogue of Life.